# Sethehof

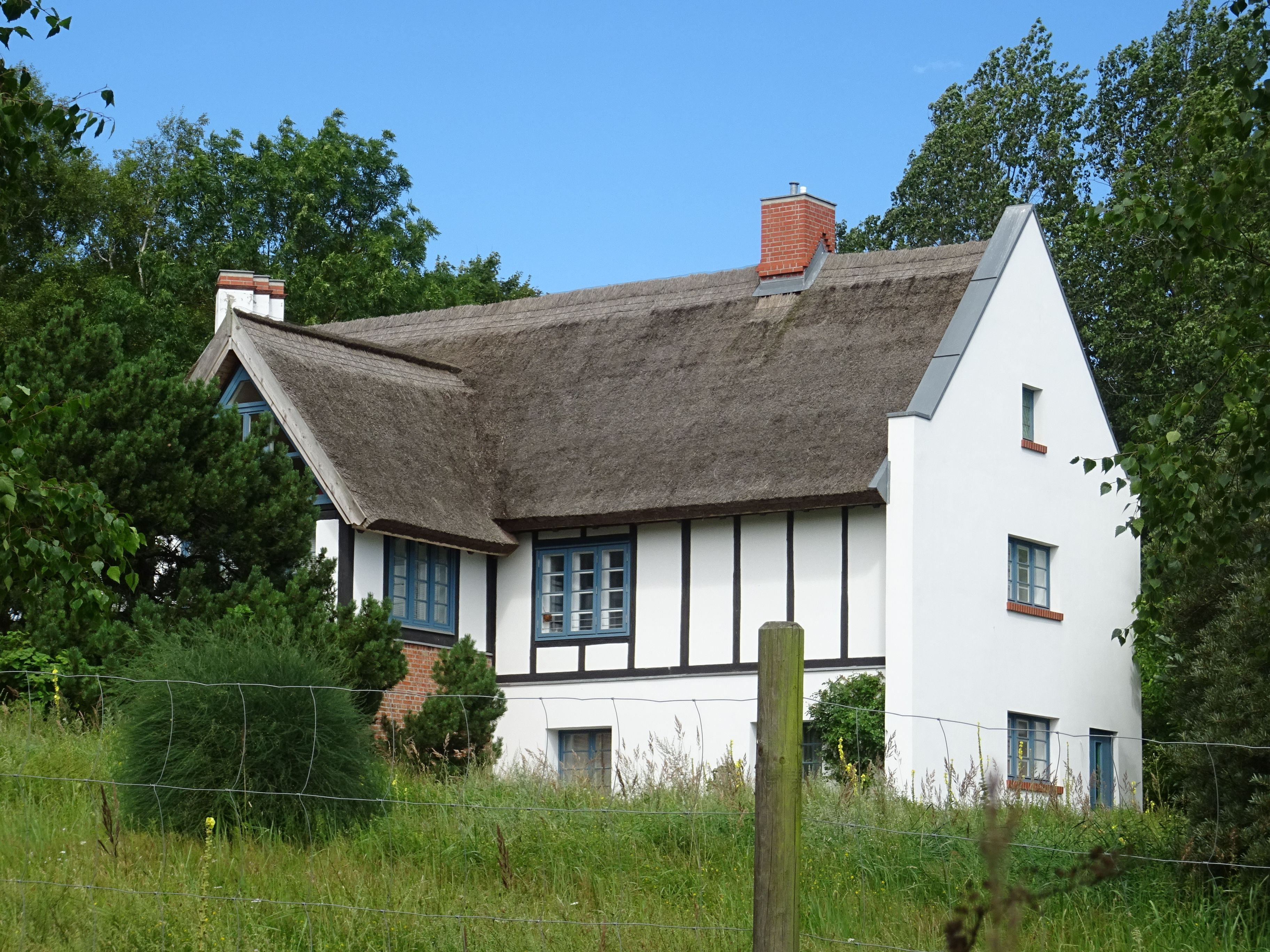
Sethehof, 2017

Der Sethehof (auch Sethe-Hof, zwischenzeitlich Crügerhof oder Crüger-Hof) wurde 1925 für die Geigerin Irma Saenger-Sèthe und ihren Mann Samuel Saenger nach den Entwürfen des Architekten Otto Firle in Kloster auf Hiddensee errichtet. Das Gebäude ist ein Baudenkmal.

## Geschichte
Irma Saenger-Sèthe wandte sich unter Fürsprache des Malers Eugen Spiro, dem damaligen Ehemann ihrer Tochter Elisabeth (1898–1990), an das Kloster zum Heiligen Geist in Stralsund. Sie bat um den Erwerb eines Baugrundstückes in der Nähe des Hauses Pingel in Kloster. Im Januar 1924 wurde der Kaufvertrag unterschrieben. Zur Auflage wurde gemacht, dass innerhalb der Frist von zwei Jahren ein Wohnhaus im Landhausstil zu bauen sei. Es solle sich in die Landschaft einfügen. Das Grundstück war gärtnerisch anzulegen.
Der Gebrauchsgrafiker, Möbeldesigner und Architekt Otto Firle war in kurzer Ehe mit Magdalene, genannt Lella, Saenger (1907–1991) verheiratet. Auch nach der Scheidung 1928 blieb er seinen Schwiegereltern freundschaftlich verbunden. Er entwarf mehrere Sommerhäuser bei München und den Klenderhof bei Kampen auf Sylt. Für die Saenger-Sèthes schuf der 1925 ein massives Haus mit Reetdach:

„Meine Großmutter Irma Saenger-Sethe hatte einen Teil des Sèthe-Vermögens geerbt, (...) Irma kaufte ein Grundstück auf einem Wiesenabhang oberhalb von Kloster und ließ sich von ihrem Schwiegersohn, dem Architekten Otto Firle, ein Haus bauen, indem er geschmackvolle Modernität mit Bodenständigkeit verband, er bestand auf einem Strohdach. (...) Leider war das Strohdach nicht wasserdicht. (...) Wir holten uns Rat bei dem bekannten Architekten Hermann Muthesius (...) in dem Fischerdorf Vitte (...) Was wir hörten, war nicht ermutigend. ‚Natürlich regnet es durch Strohdächer‘, sagte Frau Muthesius. ‚Ich zeige ihnen, wo es auch bei uns hineinregnet, da stellt man einfach Eimer zum Auffangen des Wassers auf‘. Damit konnte sich die anspruchsvolle Irma Sethe nicht abfinden. Dachdecker hantierten wochenlang auf dem großen Dach und behoben die Schäden, und es gab nun kein Hereinregnen mehr.“

Die Saenger-Sèthes wurden somit Nachbarn von Gerhart Hauptmann und seiner Frau Margarete. Mit Margarete Hauptmann war Irma Saenger-Sèthe eng befreundet. Peter Spiro berichtete: „Beide Damen waren Geigerinnen (...) man sah sie zusammen, Wasser bis ans Kinn, in der Ostsee stehen und ihre Arme aus dem Wasser recken – Seewasser war schlecht für Geige spielende Hände.“
Kurz vor der Emigration nach Frankreich verkaufte Irma Saenger-Sèthe das Haus an den Rechtsanwalt Franz Crüger aus Berlin. Das Anwesen wurde im Zuge der sogenannten Arisierung in „Crügerhof“ umbenannt. Da Franz Crüger nach dem Ende des Krieges in Westdeutschland lebte, verkaufte er das Haus an seinen in der DDR lebenden Bruder Otto. Dieser vererbte es an seinen Sohn Jürgen in Stockholm. Da dieser jährlich nur jeweils drei Wochen auf Hiddensee verbrachte, wurden entsprechend einer Vereinbarung mit dem FDGB in der Gastronomie beschäftigte Saisonarbeiter in der oberen Etage untergebracht.
In den 1980er Jahren war das Haus in schlechtem baulichen Zustand. In den 1990er Jahren bezog Jürgen Crüger das Haus mit seiner Lebensgefährtin Martina Trippler. Auch nach seinem Tod 1997 blieb sie dort wohnen, bevor es von einem Sohn Crügers an das Ehepaar Angelika und Claus Beneding verkauft wurde. Die neuen Besitzer sanierten das Haus 2007 bis 2009 unter denkmalpflegerischen Aspekten und gaben ihm den Namen „Sethehof“ zurück.

## Beschreibung
„Der Sethehof wurde vor einigen Jahren unter der Voraussetzung gebaut, daß er im wesentlichen als Sommerhaus benutzt werden soll, doch auch für einen kurzen Winteraufenthalt geeignet ist. Der Bauplatz liegt in Kloster an den Wiesenhängen unterhalb der Lietzenburg und öffnet sich mit einer Südseite dem weiten Blick über Watt und Vitte bis zum freien Meer. Dieser Blick, der mit den kleinen Häusern und der Windmühle von Vitte an die alten Niederländer erinnert, ist einzigartig, wenn an klaren Tagen die Türme Stralsunds den Horizont begrenzen. Das Gelände – ein Dünenhang – fällt vom Westen nach Osten um etwa drei Meter ab.“

Das Haus ist in den Hang hinein gebaut. Bauzeitlich betrat man über eine schmale Freitreppe zuerst eine Terrasse, dann den Haupteingang und schließlich eine repräsentative Halle.  Der beherrschende Raum im Hause ist die große Wohnhalle, die die ganze Breite des Hauses einnimmt und am Giebel in das Dachgeschoss hineingreift. Über die Halle erreichte man die zweigeschossig angelegten, privaten Räume. Eine zusätzliche Gästewohnung gab es im Souterrain.
Das Mauerwerk des Massivbaus wurde vollfugig gemauert und mit einer Mörtelschlämme überzogen. Damit wurde eine belebte Wandoberfläche erzeugt. Die heute blauen Fenster waren ursprünglich weiß. Das Reetdach fügte der Architekt zwischen die vorgesetzten Giebel ein. Die West- und Ostgiebel bilden weiter einen Gegensatz zu dem durch Ständerwerk gegliederten Süd- und Nordfassaden. Der Westgiebel wird durch expressionistisch gestaltete Kamine gegliedert. Die einzelnen Züge wurden über Eck gestellt und erzeugen so eine plastische Licht- und Schattenwirkung. Das Gebäude zeigt neben diesen Elementen der 1920er Jahre sowie Details traditioneller, regionaler Häuser auch Bezüge zur Jugendstilarchitektur von Charles Rennie Mackintosh. Die Behandlung der Giebel erinnert an das Haus Windyhill, Kilmacolm (1899–1901).